# Балебин, Василий Алексеевич
Васи́лий Алексе́евич Бале́бин (15 [28] февраля 1908 года — 23 декабря 1979 года) — советский лётчик-ас минно-торпедной авиации, участник советско-финской и Великой Отечественной войн. Герой Советского Союза (22.02.1943). Майор (2.11.1946).

## Биография
Родился 15 (28) февраля 1908 года в селе Павловско-Лужецк, ныне деревня Павловское Истринского района Московской области, в семье крестьянина. Русский. В семье было 12 детей, за что его матери Анне Панфиловне Балебиной уже после войны было присвоено звание «Мать-героиня». В 1923 году окончил школу-семилетку, поступил работать.
С октября 1930 по октябрь 1932 года проходил срочную службу в Красной Армии. Так окончил школу химинструкторов 35-го конно-артиллерийского дивизиона 5-й кавалерийской дивизиив 1931 года и служил химинструктором в этой дивизии в Северо-Кавказском и Украинском военных округах. После увольнения в запас вернулся на родину. Член ВКП(б) с 1932 года.
По спецнабору призван в РККФ в августе 1933 года. Окончил Военную школу морских лётчиков и лётчиков-наблюдателей ВВС РККА имени Сталина в городе Ейске в декабре 1934 года. Служил в ВВС Балтийского флота: младший лётчик, а декабря 1936 года — командир корабля ТБ-1 121-й авиаэскадрильи 105-й бомбардировочной авиационной бригады ВМФ. С апреля 1938 года — старший летчик и с апреля 1939 года — командир звена 15-го разведывательного авиаполка 8-й бомбардировочной авиационной бригады ВВС КБФ. Участник советско-финской войны 1939—1940 годов, на которой совершил 21 боевой вылет. За боевые отличия получил орден Красного Знамени.
В апреле 1940 года был переведён командиром звена в 1-й минно-торпедный авиационный полк ВВС Балтийского флота, вскоре стал там заместителем командира эскадрильи. Летал на самолёте СБ.
Участник Великой Отечественной войны с июня 1941 года. С первых дней в составе 1-го минно-торпедного полка, а затем 1-го гвардейского минно-торпедного полка наносил бомбовые удары по наступающим танковым и механизированным частям гитлеровцев, бомбил железнодорожные узлы, морские порты. 16 июля Балебин привел шестерку ДБ-3 на нанесение бомбового удар по станции Дно. Выполнив задание, приказал заместителю вести группу домой, а сам полетел на разведку дорог. Так было предусмотрено планом полёта. Самолёт Балебина атаковали шесть Ме-109, два из них экипажу удалось сбить. Но и стрелок и штурман погибли, повреждённый самолёт плохо слушался рулей, загорелся. Тогда лётчик покинул на парашюте машину над территорией, занятой врагом. Партизанами был выведен к линии фронта и только через месяц вернулся в свой полк, где узнал, что он уже числится погибшим. Вскоре «погибшего» старшего лейтенанта Балебина прошлось восстанавливать в списках РККФ как вернувшегося в свою часть.
Продолжил воевать в том же полку, которому 18 января 1942 года Приказом Наркома ВМФ № 10 за мужество и героизм, проявленные в боях с врагом присвоено звание «Гвардейский» и он был переименован в 1-й гвардейский минно-торпедный авиационный полк ВВС Балтийского флота.
Летом 1942 года открыл счёт потопленным кораблям противника. Несколько строк из наградных документов говорят о мужестве и мастерстве летчика:

10 июля 1942 года. Торпедировал транспорт противника водоизмещением в 3000 тонн. 11 июля 1942 года. Потопил сторожевой корабль водоизмещением в 400 тонн. 12 июля 1942 года.. В составе звена ведущим Балебиным бомбовым ударом потоплен сторожевой корабль. 15 июля 1942 года. Потоплен транспорт водоизмещением 5000 тонн…." Вскоре имя Балебина встало в ряд лучших летчиков-торпедоносцев Военно-Морского Флота.

К середине ноября 1942 года заместитель командира эскадрильи 1-го гвардейского минно-торпедного авиационного полка 8-й авиационной бригады Военно-воздушных сил Балтийского флота гвардии капитан В. А. Балебин совершил 90 боевых вылетов на самолёте ДБ-3, в том числе 59 в ночное время. Участвовал в атаках военно-морских баз и портов Хельсинки, Котка, Выборг и Таллин, а также ряда промышленных объектов и аэродромов. Проводил постановки с воздуха морских минных заграждений. В 1941 году неоднократно вылетал на бомбардировки немецких наступавших войск на сухопутном фронте в районах Двинска и на подступах к Ленинграду. В навигацию 1942 года приступил к атакам против германских и финских кораблей на Балтийском море. Торпедным оружием потопил 5 кораблей и судов и 2 повредил (по данным наградного листа, это были 2 транспорта, канонерская лодка, 3 сторожевых корабля, миноносец) и сбил в одном бою 2 самолёта противника. За эти подвиги был представлен к присвоению звания Герой Советского Союза.
Указом Президиума Верховного Совета СССР «О присвоении звания Героя Советского Союза начальствующему и рядовому составу Военно-Морского флота» от 22 февраля 1943 года за «образцовое выполнение боевых заданий командования на фронте борьбы с немецкими захватчиками и проявленными при этом отвагу и геройство» гвардии капитану Балебину Василию Алексеевичу присвоено звание Героя Советского Союза с вручением ордена Ленина и медали «Золотая Звезда» (№ 867).
Это было единственное за 1943 год присвоение высокого звания в полку. Боевые вылеты продолжались. В конце 1942 года он принял командование эскадрильей вместо ушедшего на повышение И. И. Борзова. К лету 1943 года Балебин одержал 8 официально побед и ещё 7, которые не удалось засвидетельствовать фотоаппаратом, не вошли в боевой актив летчика. Из восьми подтверждённых фотографиями побед три Балебин одержал со штурманом Борисом Черных, три — с Николаем Комаровым, по одной — с Задорожным и Афанасьевым.
В сентябре 1943 года капитан Балебин переведён в 65-й авиационный полк особого назначения ВВС ВМФ, выполнявший задания в интересах командования Военно-Морского флота. Там служил командиром авиаотряда и командиром экипажа воздушного корабля. В-частности, к октябрю 1944 года перегнал на фронт с авиазаводов 22 самолёта. Всего за годы войны совершил 139 боевых вылетов.
В самом конце войны, майор Балебин в воздушном бою был тяжело ранен в голову. Самолёт приземлил в бессознательном состоянии. Очнулся только в госпитале после операции, когда извлекли вражескую пулю. Летать уже больше не мог.
В июле 1945 года окончил Высшие офицерские курсы ВВС ВМФ в Моздоке. С декабря 1945 года служил заместителем командира эскадрильи 40-го бомбардировочного авиационного полка ВВС Черноморского флота, в июле 1946 года переведён на ту же должность в 29-й бап там же. С октября 1946 года вновь служил на Балтике  заместителем командира эскадрильи 68-го минно-торпедного авиаполка ВВС 8-го ВМФ. В феврале 1948 года майор В. А. Балебин уволен в запас по состоянию здоровья.
Жил в Ленинграде, работал командиром роты в Ленинградском высшем мореходном училище и в научно-исследовательском институте. В 1971 году переехал в Москву.
Скончался 23 декабря 1979 года. Похоронен на Лианозовском кладбище на Лианозовском кладбище Москвы.

## Награды
- Медаль «Золотая Звезда» Героя Советского Союза (22.02.1943, № 867)
- Орден Ленина (22.02.1943)
- Три ордена Красного Знамени (21.04.1940, 14.08.1942, 14.11.1942)
- Орден Красной Звезды (5.11.1946)
- Медали, в том числе:
  - Медаль «За боевые заслуги» (3.11.1944)
  - Медаль «За оборону Ленинграда» (1943)
  - Медаль «За победу над Германией в Великой Отечественной войне 1941—1945 гг.»
  - Юбилейные медали

## Память
- В поселке городского типа Янтарный Калининградской области улица названа его именем (1980), на доме № 11 этой улицы установлена мемориальная доска[11].
- В сельском поселении Ивановское установлен памятник В.А. Балебину у Мемориала воинам-землякам, погибшим в годы Великой Отечественной войны.
- Памятник Герою Советского Союза В. А. Балебину установлен в его родном селе Павловском (2021).